# ليودميلا كوندرياتيفا
ليودميلا أندريفنا كوندرياتيفا (الروسية: Людмила Андреевна Кондратьева) هي عدائة مسافات قصيرة روسية سوفيتية ولدت في يوم 11 أبريل 1958 في مدينة شاختاي في جمهورية روسيا السوفيتية الاتحادية الاشتراكية في الاتحاد السوفيتي، أبرز إنجازاتها هو فوزها بالميدالية الذهبية في سباق 100 متر في دورة الألعاب الأولمبية الصيفية 1980 في موسكو وفاز أيضاً بالميدالية البرونزية في سباق 4×100 متر في سيئول.

## روابط خارجية
- ليودميلا كوندرياتيفا على موقع الاتحاد الدولي لألعاب القوى (الإنجليزية)
- ليودميلا كوندرياتيفا على موقع اللجنة الأولمبية الدولية (الإنجليزية)
- ليودميلا كوندرياتيفا على موقع أوليمبيديا (الإنجليزية)